# 千歳 (墨田区)
千歳（ちとせ）は、東京都墨田区の町名。住居表示実施済み。現行行政地名は千歳一丁目から千歳三丁目。

## 地理
墨田区の南西部に位置し、本所地域内である。同区の南西端地域である。墨田区役所の南方約1.7kmに当たる。北で両国、東で立川、南で江東区新大橋、西は隅田川を挟んで対岸に中央区日本橋浜町。町域南辺をもって墨田区 - 江東区境、西辺の隅田川水上をもって江東区 - 中央区境を成す。町域の北辺を竪川と接し、同川と隅田川の合流点上空を首都高速道路のジャンクションがある。丁目は町域の西から東へ千歳一丁目、同二丁目、同三丁目が並ぶ。横川に所在する本所警察署・本所消防署の管轄に当たる。

### 河川
- 隅田川
- 竪川 - 一之橋・塩原橋・千歳橋が架かる。

### 地価
住宅地の地価は、2025年（令和7年）1月1日の公示地価によれば、千歳1-2-10の地点で79万2000円/m2となっている。

## 歴史
「千歳町」から住居表示時に「千歳」へ町名変更を行う。

## 世帯数と人口
2025年（令和7年）3月1日現在（墨田区発表）の世帯数と人口は以下の通りである。
| 丁目       | 世帯数    | 人口    |
| ---------- | --------- | ------- |
| 千歳一丁目 | 1,322世帯 | 2,070人 |
| 千歳二丁目 | 698世帯   | 1,082人 |
| 千歳三丁目 | 1,605世帯 | 2,474人 |
| 計         | 3,625世帯 | 5,626人 |

### 人口の変遷
国勢調査による人口の推移。
| 年                 | 人口  |
| ------------------ | ----- |
| 1995年（平成7年）  | 3,155 |
| 2000年（平成12年） | 3,400 |
| 2005年（平成17年） | 3,939 |
| 2010年（平成22年） | 4,220 |
| 2015年（平成27年） | 4,441 |
| 2020年（令和2年）  | 5,270 |

### 世帯数の変遷
国勢調査による世帯数の推移。
| 年                 | 世帯数 |
| ------------------ | ------ |
| 1995年（平成7年）  | 1,470  |
| 2000年（平成12年） | 1,668  |
| 2005年（平成17年） | 2,077  |
| 2010年（平成22年） | 2,291  |
| 2015年（平成27年） | 2,602  |
| 2020年（令和2年）  | 3,010  |

## 学区
区立小・中学校に通う場合、学区は以下の通りとなる（2022年9月時点）。
| 丁目       | 番地 | 小学校             | 中学校             |
| ---------- | ---- | ------------------ | ------------------ |
| 千歳一丁目 | 全域 | 墨田区立両国小学校 | 墨田区立両国中学校 |
| 千歳二丁目 | 全域 | 墨田区立両国小学校 | 墨田区立両国中学校 |
| 千歳三丁目 | 全域 | 墨田区立両国小学校 | 墨田区立両国中学校 |

## 交通

### 鉄道
千歳の町域内に鉄道駅置かれていない。JR東日本総武線両国駅（所在地・横網）、東京都交通局（都営地下鉄）大江戸線両国駅および森下駅（江東区森下）・新宿線森下駅が利用できる。

### 道路
首都高速道路
- 6号向島線
- 7号小松川線

両国ジャンクション
都道
- 463号上野月島線（清澄通り）

## 事業所
2021年（令和3年）現在の経済センサス調査による事業所数と従業員数は以下の通りである。
| 丁目       | 事業所数  | 従業員数 |
| ---------- | --------- | -------- |
| 千歳一丁目 | 68事業所  | 431人    |
| 千歳二丁目 | 60事業所  | 610人    |
| 千歳三丁目 | 93事業所  | 570人    |
| 計         | 221事業所 | 1,611人  |

### 事業者数の変遷
経済センサスによる事業所数の推移。
| 年                 | 事業者数 |
| ------------------ | -------- |
| 2016年（平成28年） | 206      |
| 2021年（令和3年）  | 221      |

### 従業員数の変遷
経済センサスによる従業員数の推移。
| 年                 | 従業員数 |
| ------------------ | -------- |
| 2016年（平成28年） | 1,653    |
| 2021年（令和3年）  | 1,611    |

## 施設
- 墨田区立千歳公園
- 三浦印刷本社

## 史跡
- 西光寺
- 要津寺
- 江島杉山神社
- 初音森神社

## その他

### 日本郵便
- 郵便番号 : 130-0025[3]（集配局 : 本所郵便局[15]）。